# Presper Eckert
John Adam Presper Eckert (Filadelfia, 9 aprile 1919 – 3 giugno 1995) è stato un ingegnere elettrico statunitense. Con John Mauchly, ha progettato il primo computer digitale elettronico (ENIAC), ha presentato il primo corso in argomenti di informatica (le lezioni della Moore School), ha fondato la Eckert – Mauchly Computer Corporation e ha progettato il primo computer commerciale negli Stati Uniti, l'UNIVAC, che incorporava l'invenzione di Eckert della memoria della linea di ritardo al mercurio.

## Studi e formazione
Eckert è nato a Filadelfia dal ricco sviluppatore immobiliare John Eckert ed è cresciuto in una grande casa nell'area del Germantown di Filadelfia. Durante la scuola elementare, è stato accompagnato da un autista alla William Penn Charter School, e al liceo è entrato a far parte del Engineer's Club di Philadelphia e ha trascorso i pomeriggi presso il laboratorio di elettronica dell'inventore televisivo Philo Farnsworth a Chestnut Hill. Si è classificato secondo nel paese nella parte di matematica dell'esame del College Board.
Eckert inizialmente si iscrisse alla Wharton School dell'Università della Pennsylvania per studiare economia su incoraggiamento dei suoi genitori, ma nel 1937 si trasferì alla Moore School of Electrical Engineering di Penn. Nel 1940, all'età di 21 anni, Eckert fece domanda per il suo primo brevetto, "Light Modulating Method and Apparatus". Alla Moore School, Eckert ha partecipato a ricerche sulla temporizzazione del radar, ha apportato miglioramenti alla velocità e alla precisione dell'analizzatore differenziale della Moore School e nel 1941 ha assistito nell'insegnamento di un corso estivo di elettronica nell'ambito del Engineering, Science, and Management War Training (ESMWT) offerto attraverso la Moore School dal Dipartimento della Guerra degli Stati Uniti.

## Sviluppo di ENIAC
John Mauchly, allora presidente del dipartimento di fisica del vicino Ursinus College, era uno studente del corso estivo di elettronica e l'autunno successivo si assicurò un posto di insegnante presso la Moore School. La proposta di Mauchly di costruire un computer elettronico digitale utilizzando tubi a vuoto, molte volte più veloce e preciso dell'analizzatore differenziale per il calcolo delle tabelle balistiche per l'artiglieria, catturò l'interesse dell'esercito della Moore School, il tenente Herman Goldstine, e il 9 aprile 1943, è stato formalmente presentato in una riunione all'Aberdeen Proving Ground al direttore del colonnello Leslie Simon, Oswald Veblen e altri. Fu assegnato un contratto per la costruzione della macchina informatica proposta dalla Moore School, che sarebbe stata chiamata ENIAC, e Eckert fu nominato capo ingegnere del progetto. ENIAC è stato completato alla fine del 1945 ed è stato presentato al pubblico nel febbraio 1946.

## Imprenditore
Sia Eckert che Mauchly lasciarono la Moore School nel marzo 1946 per una controversia riguardante la cessione di crediti sulla proprietà intellettuale sviluppata presso l'Università. In quell'anno, l'Università della Pennsylvania adottò una nuova politica sui brevetti per proteggere la purezza intellettuale della ricerca sponsorizzata, che avrebbe richiesto a Eckert e Mauchly di assegnare tutti i loro brevetti all'Università se fossero rimasti oltre marzo.
L'accordo di Eckert e Mauchly con l'Università della Pennsylvania era che Eckert e Mauchly conservassero i diritti di brevetto per l'ENIAC, ma l'Università poteva concederlo in licenza al governo e alle organizzazioni senza scopo di lucro. L'Università voleva modificare l'accordo in modo da avere anche i diritti commerciali sul brevetto.
Nei mesi successivi, Eckert e Mauchly diedero vita alla Electronic Control Company che costruì il Binary Automatic Computer (BINAC). Uno dei principali progressi di questa macchina, che è stata utilizzata dall'agosto 1950, è stata la memorizzazione dei dati su nastro magnetico. L'Electronic Control Company divenne presto la Eckert-Mauchly Computer Corporation, e ricevette un ordine dal National Bureau of Standards per costruire l'Universal Automatic Computer (UNIVAC). È stato insignito della medaglia Howard N. Potts nel 1949. Nel 1950, Eckert – Mauchly Computer Corporation ha avuto problemi finanziari ed è stata acquisita da Remington Rand Corporation. L'UNIVAC I fu terminato il 21 dicembre 1950.
Nel 1968, "per il contributo pionieristico e continuo alla creazione, sviluppo e miglioramento del computer digitale elettronico ad alta velocità", è stato insignito della National Medal of Science.
Eckert rimase con Remington Rand e divenne un dirigente all'interno dell'azienda. Ha continuato con Remington Rand che si è fusa con la Burroughs Corporation per diventare Unisys nel 1986. Nel 1989, Eckert si è ritirato da Unisys ma ha continuato a fungere da consulente per l'azienda. Morì di leucemia a Bryn Mawr, Pennsylvania.
Nel 2002, è stato inserito, postumo, nella National Inventors Hall of Fame.

## Architettura Eckert
Eckert riteneva che il termine ampiamente adottato "architettura di von Neumann" dovesse essere propriamente noto come "architettura di Eckert", poiché il concetto di programma memorizzato centrale per l'architettura di von Neumann era già stato sviluppato alla scuola di Moore quando von Neumann arrivò la scena nel 1944-1945. L'affermazione di Eckert secondo cui von Neumann si prese impropriamente il merito di aver ideato l'architettura del computer del programma memorizzato fu supportata da Jean Bartik, uno dei programmatori originari di ENIAC.